# نارگیل ۲
فیلم سینمایی نارگیل۲، فیلمی در ژانر کمدی-موزیکال به کارگردانی داوود اطیابی، تهیه‌کنندگی سید ابراهیم عامریان و نویسندگی حمزه صالحی است که در سال ۱۳۹۸ تولید شد و از ۱۸ مرداد ۱۴۰۲ در سینماهای ایران به روی پرده رفت.

## خلاصهٔ داستان
داستان دربارهٔ سه عروسک طلسم شده است که بابا حاجت از آن‌ها مراقبت می‌کند و به دنبال معجونی می‌گردد تا طلسم بدی را از آن‌ها بردارد. از سوی دیگر بابا حاجت مریض می‌شود و دامادهای او به این فکر می‌افتند تا سراغ گنج پنهان او بروند. اما پس از پیدا کردن گنج و باز کردن در صندوقچه، با سه عروسک به نام‌های نارگیل، لیوه و لنگه روبه‌رو می‌شوند که سعی دارند با چرب‌زبانی طلسم خود را به آن‌ها انتقال دهند و خود تبدیل به انسان شوند و شرارت کنند.

## بازیگران
| بازیگر         | نقش            |
| -------------- | -------------- |
| بیژن بنفشه‌خواه | مهیار          |
| علیرضا استادی  | هومن           |
| سحر قریشی      | نرگس           |
| شقایق دهقان    | الهام          |
| نصرالله رادش   | سلمان          |
| غلامحسین لطفی  | بابا حاجت      |
| امید روحانی    | دکترِ بابا حاجت |
| آرین اسمعیلی   | شاهین          |
| مانیا علیجانی  | آوا            |

| صداپیشه           | کاراکتر    |
| ----------------- | ---------- |
| محمدرضا علیمردانی | نارگیل خان |
| مجید آقاکریمی     | لیوه       |
| هومن حاجی‌عبداللهی | لنگه       |